# Eurasia
L'Eurasia è un'area continentale (talvolta considerata un supercontinente) comprendente l'Europa (10236000 km²) e l'Asia (44 300 000 km²).
Posta principalmente nell'emisfero settentrionale e orientale, è delimitata dall'Oceano Atlantico a ovest, l'Oceano Pacifico a est, l'Oceano Artico a nord, l'Africa, il Mar Mediterraneo e l'Oceano Indiano a sud. Solitamente l'Europa e Asia vengono considerate come due continenti distinti per motivi storici, culturali, linguistici ed etnici; il confine tra i due continenti, pertanto, è convenzionale e segue gli Urali, il fiume Ural, la costa del mar Caspio e lo spartiacque del Gran Caucaso o, in alternativa a quest'ultimo, la depressione del Kuma-Manyč.

## Geografia
Europa e Asia sono un'unica massa continentale, non avendo una netta separazione geologica e geografica. Non esiste pertanto un confine tra Europa e Asia universalmente riconosciuto. L'Eurasia copre circa 55 milioni di chilometri quadrati (21 milioni di miglia quadrate), ovvero circa il 36,2% della superficie totale della Terra. L'istmo di Suez unisce l'Eurasia all'Africa; si parla infatti di Eurafrasia o Continente Antico, termine in contrapposizione con Nuovo Continente o Nuovo Mondo, composto dalle due Americhe, e con Nuovissimo Continente, l'Oceania.

### Geologia
In geologia, l'Eurasia è spesso considerata come un singolo megablocco rigido, ma questa tesi è oggetto di dibattito. L'Eurasia si è formata tra 375 e 325 milioni di anni fa con la fusione di Siberia, Kazakhstania e Baltica, che si è unita alla Laurentia (oggi Nord America), formando l'Euramerica.

### Montagne
Tutte le 100 montagne più alte della Terra si trovano in Eurasia, nelle catene montuose dell'Himalaya, del Karakorum, dell'Hindu Kush, del Pamir, dell'Hengduan e del Tian Shan. Tutte le vette sopra i 7.000 metri si trovano in queste catene montuose e nel Transhimalaya. Altre catene montuose includono il Kunlun, l'Hindu Raj e le montagne del Caucaso. Il sistema alpino-himalayano si estende per 15.000 km attraverso l'Eurasia meridionale, da Giava nel sud-est asiatico marittimo alla penisola iberica nell'Europa occidentale, comprese le catene dell'Himalaya, del Karakoram, dell'Hindu Kush, dell'Elbrus, del Caucaso e delle Alpi. Le lunghe catene al di fuori della cintura alpina comprendono la Siberia orientale, l'Altai, la Scandinavia, il Tsinling, i Ghati occidentali, i Vindhya, i Byrranga e la catena Annamita.

## Geopolitica
Nell'elaborazione di Karl Haushofer il blocco continentale costituito da Europa ed Asia rappresentava una prospettiva geostrategica contrapposta alla talassocrazia angloamericana. Non si è trattato, tuttavia, di una prospettazione soltanto della dottrina militare germanica: una corrente culturale e storico-politica che guarda ad Oriente, rimarcando la radice comune euroasiatica, è presente anche in Russia e nel turanismo panturcomanno.